# Teak (materiale)
|  | Sammenskrivningsforslag Artiklen Teak (materiale) er foreslået føjet ind i Teaktræ. (Siden marts 2017) Diskutér forslaget |

Teaktræ er tømmer fra arten Tectona grandis L.f.
Teaktræ er på grund af sine mange gode egenskaber kendt som kvalitetstømmer, og bliver blandt andet brugt til skibs- og møbelproduktion. På grund af sin smukke farve bruges det ofte til designprodukter og –møbler. Det vokser naturligt i det sydlige Asien og dyrkes desuden i plantager i det tropiske Afrika og Mellem- og Sydamerika. Det er ikke underlagt handelsrestriktioner.

## Forekomst og vækst
Teaktræ er i dag naturaliseret overalt i det tropiske Asien. Det vokser naturligt i Burma, Indien, Sri Lanka, Thailand, Cambodia og Vietnam. Det er indført til Malaysia, Sumatra, Java og Philippinerne. Derudover er teak kultiveret i det tropiske Afrika, i Mellemamerika og i Brasilien. Plantageteak har dog ikke helt de samme gode egenskaber som naturligt fremkommet teak. Teaktræ fra Burma, til tider kaldet Burma Teak, opfattes som det bedste, da forholdene her er helt ideelle.
I handlen kan man støde på en række træarter, som sælges under navnet ”teak”. Ligesom det er tilfældet med Mahogni, gøres det ofte ved at sætte et stednavn foran, som for eksempel med Brasiliansk Teak (Camaru) eller Rhodesian Teak. Det er dog kun Burma Teak der er tømmer fra Tectona grandis.
Teak bliver op til 40 meter højt, og de karakteristiske store grene starter først højt på stammen ved 25 meter.

## Egenskaber
Teaktømmer er populært pga. sine mange gode egenskaber og sin flotte, varme farve. Ved opskæring har træet en gullig til lys grågrøn farve, med ved påvirkning fra lys og luft får træet hurtigt sin karakteristiske rødbrune farve. Det er meget ensartet i farven. Udendørs bliver det efterhånden gråt. Veddet er ring- til halvporet, hvilket medfører at især radialsnit bliver let stribede.
Teaktræ har en moderat densitet, høje styrkeegenskaber, lille svind og gode forarbejdningsegenskaber. Middeldensiteten er 630 kg/m3 med styrkeegenskaber, der svarer til egetræets. Opskæring og tørring af teak er generelt uden vanskelighed. Det er nemt at bearbejde, men vil hurtigt sløve værktøjet pga. sit høje indhold af Kisel.
På grund af sine naturlige olier er træet meget holdbart og kræver ikke meget behandling. Træet er desuden populært at anvende i konstruktioner fordi der ikke opstår rust og korrosion i mødet med jern, ligesom de naturlige olier forhindrer at træet giver sig eller sprækker. Den harpikslignende olie giver træet en tydelig og længe vedvarende svagt krydret lugt.
På grund af sit store indhold af kalciumfosfat og kiselsyre er træet meget modstandsdygtigt overfor vejr, vind, svamp og insektangreb som termitter og til dels boremuslinger.  Teak er desuden syrefast og vanskeligt at afbrænde.

## Historie
Den første teakplantage blev etableret i Nilambur i Kerala delstaten i Sydindien i 1840. Her ligger der i dag et Teak Museum, oprettet under Kerala Forest Research Institute (KFRI) i 1995, der giver et indblik i alle aspekter af træsorten, fra historie og anvendelse til videnskabelig betydning.

## Anvendelse
Teak kan anvendes til stort set alle træarbejder. Både udendørs konstruktioner, skibsbygning, kemikaliebeholdere, vinduer og døre mm. Det er pga. sine mange gode egenskaber og flotte udseende ofte blevet anvendt til snedkerarbejder, møbelproduktion og i designprodukter. I midten af det 20. århundrede blev det meget moderne i dansk møbeldesign, hvor særligt Finn Juhl er kendt for sine mange møbler i teak.
Finn Juhl begyndte at anvende teak i løbet af 1950’erne, fordi det krævede mindre efterbehandling end mahogni og palisander, og derfor var mere egnet til industriel produktion. Men på grund af teaks store indhold af kisel slides fræseværktøjet hurtigt, og det var derfor en stor udfordring at finde metoder som egnede sig til store produktioner. Han samarbejdede med producenterne France & Søn, og sammen udviklede de en metode – inspireret af bearbejdningen af aluminium – som blev et afgørende gennembrud i industriel bearbejdning af teak. Finn Juhls Spadestol var det første møbel i verden, hvor teaktræ blev forarbejdet industrielt og i stort antal.
En anden dansk designer, som er kendt for at bruge teaktræ er Kay Bojesen. Hans legetøjsfigurer i træ – hvor den måske mest kendte er aben – laves i teaktræ. 